# Saxifraga magellanica
Espèce
Classification phylogénétique
Saxifraga magellanica est une espèce de plantes à fleurs de la famille des Saxifragacées.

## Description
C'est une plante herbacée perenne dont les tiges mesurent de 5 à 20 cm de haut. Les feuilles sont simples (jusqu’à 1 cm de large) ; les fleurs blanches se composent de 5 sépales et les fruits sont des capsules de 4 mm de long. La floraison et la fructification se réalise durant l’été austral.

## Habitat et répartition
On la trouve dans les fissures et les anfractuosités des roches ainsi que dans les terrains accidentés et rocailleux en milieu humide et ombragé. Cette espèce se développe du niveau de la mer jusqu’en altitude élevée ; elle supporte très bien les basses températures et le recouvrement neigeux. Elle est présente aux Malouines, sur l’île des États, en Terre de Feu et tout le long de la cordillère des Andes jusqu’en Équateur.

## Utilisation
C’est une espèce qui est utilisée comme plante ornementale.